# Nova Maala
Nova Maala (en macédonien Нова Маала) est un village du sud-est de la Macédoine du Nord, situé dans la municipalité de Vasilevo. Le village comptait 823 habitants en 2002.

## Démographie
Lors du recensement de 2002, le village comptait :
- Macédoniens : 679
- Turcs : 142
- Bosniaques : 1
- Autres : 1